# Risa Shinnabe
Risa Shinnabe (jap. 新鍋理沙 Shinnabe Risa; ur. 11 lipca 1990 w Kokubu) – japońska siatkarka, grająca na pozycji przyjmującej i atakującej.

## Sukcesy klubowe
Mistrzostwo Japonii:
- 2013, 2014, 2016, 2018, 2019
- 2012, 2015, 2017
- 2011

Puchar Cesarza:
- 2012, 2013, 2014, 2015, 2016, 2018

Klubowe Mistrzostwa Azji:
- 2014
- 2015, 2017

## Sukcesy reprezentacyjne
Volley Masters Montreux:
- 2011
- 2019

Mistrzostwa Azji:
- 2017
- 2011, 2013

Igrzyska Olimpijskie:
- 2012

Puchar Wielkich Mistrzyń:
- 2013

Grand Prix:
- 2014

## Nagrody indywidualne
- 2015: Najlepsza przyjmująca Klubowych Mistrzostw Azji
- 2017: MVP Mistrzostw Azji